# Samuel Lee
Samuel Lee –conocido como Sammy Lee– (Fresno, 1 de agosto de 1920-Newport Beach, 2 de diciembre de 2016) fue un deportista estadounidense que compitió en saltos de trampolín y plataforma.
Participó en dos Juegos Olímpicos de Verano en los años 1948 y 1952, obteniendo tres medallas, oro y bronce en Londres 1948 y oro en Helsinki 1952. Ganó dos medallas en los Juegos Panamericanos de 1951.

## Palmarés internacional
| Juegos Olímpicos     | Juegos Olímpicos         | Juegos Olímpicos  | Juegos Olímpicos |
| Año                  | Lugar                    | Medalla           | Prueba           |
| -------------------- | ------------------------ | ----------------- | ---------------- |
| 1948                 | Londres (Reino Unido)    | Medalla de oro    | Plataforma 10 m  |
| 1948                 | Londres (Reino Unido)    | Medalla de bronce | Trampolín 3 m    |
| 1952                 | Helsinki (Finlandia)     | Medalla de oro    | Plataforma 10 m  |
| Juegos Panamericanos |                          |                   |                  |
| Año                  | Lugar                    | Medalla           | Prueba           |
| 1951                 | Buenos Aires (Argentina) | Medalla de plata  | Plataforma 10 m  |
| 1951                 | Buenos Aires (Argentina) | Medalla de bronce | Trampolín 3 m    |